# Lasiambia baliola
Lasiambia baliola är en tvåvingeart som först beskrevs av Collin 1946.  Lasiambia baliola ingår i släktet Lasiambia, och familjen fritflugor. Arten är reproducerande i Sverige.